# O Jesus Krist som mänska blev
O Jesus Krist som mänska blev (ursprungligen O Jesu Christ som mandom tog) är en psalm av Olaus Petri från år 1526. Påminner både till strofform och innehåll om Martin Luthers psalm Var man må nu väl glädja sig. Bearbetad av Gudmund Göran Adlerbeth år 1814 och senare av Johan Olof Wallin för 1819 års psalmbok För 1986 års psalmbok bearbetades den av Anders Frostenson och Ragnar Holte. Därvid kom texten i flera avseenden betydligt närmare Olaus Petris original.
Melodin (3/2, G-dur) är känd från Strassburg år 1525, tryckt i Teutsch Kirchenampt.

## Publicerad i
- Swenske Songer eller wisor 1536 med titeln O Jesu Christ som mandom togh.[1]
- 1572 års psalmbok med titeln O Jesu CHrist som mandom togh under rubriken "Någhra Hymner och andra Loffsonger om Christi födelse".[2]
- Göteborgspsalmboken under rubriken "Om Christi Födelse".[3]
- 1695 års psalmbok som nr 120 under rubriken "Om Christi mandoms anammelse".
- 1819 års psalmbok som nr 49 under rubriken "Jesu kärleksfulla uppenbarelse i mänskligheten: Jesu anträde till sitt medlarekall (adventspsalmer)".
- Sionstoner 1889 som nr 442 med verserna 1-5, under rubriken "Psalmer".
- Sionstoner 1935 som nr 89 med titelraden "O Jesu Krist, som mandom tog", under rubriken "Frälsningens grund i Guds kärlek och förverkligande genom Kristus".
- 1937 års psalmbok som nr 40 under rubriken "Guds härlighet i Kristus".
- Cecilia 1986, Den svenska psalmboken 1986, Frälsningsarméns sångbok 1990, Psalmer och Sånger samt Segertoner 1988, som nr 33 under rubriken "Jesus, vår Herre och broder".
- Finlandssvenska psalmboken 1986 som nr 252 under rubriken "Guds nåd i Kristus".
- Lova Herren 1988 som nr 46 med titelraden "O Jesu Krist, som mandom tog" och viss bearbetning, under rubriken "Frälsningen i Kristus".
- Lova Herren 2020 som nr 35 med titelraden "O Jesu Krist, som mänska blev", under rubriken "Guds Son, Jesus vår Frälsare".